# Břetislav Pojar
Břetislav Pojar est un illustrateur, animateur et réalisateur tchèque, né le 7 octobre 1923 à Sušice et mort le 12 octobre 2012 à Prague. Il est principalement connu pour ses films de marionnettes, dans la lignée de son mentor Jiří Trnka.

## Débuts àPrague
Né à Sušice près de Pilsen (Tchécoslovaquie) en 1923, il semble être venu au cinéma d’animation un peu par hasard.
Au lendemain de la guerre il rejoint le studio Bratři v triku créé par Trnka et participe d’abord aux films de ce dernier, tels que les longs métrages L'Année tchèque, Le Rossignol et l'Empereur de Chine, Prince Bayaya ou Le Songe d’une nuit d'été.
En 1952 il fait ses débuts comme réalisateur à part entière avec un film de marionnettes, Une chaumière en pain d’épices, une version classique du conte traditionnel, façon Hansel et Gretel, et se fait connaître surtout avec Un verre de trop, couvert de récompenses à Cannes, Édimbourg ou Oberhausen l’année suivante.
Les Aventures dans la baie d’or (1955, un long métrage de fiction avec acteurs) fait la joie des enfants. Puis Pojar se souvient des marionnettes qui ont enchanté sa propre enfance, Spejbl et Hurvinek, les créatures de Josef Skupa, et porte à son tour à l’écran l'une de leurs aventures, Spejbl sur la piste.
Coup sur coup, trois œuvres lui apportent le succès : Le Petit Parapluie, un film de marionnettes, Bombomanie, un dessin animé, et surtout Le Lion et la Chanson, une méditation sur l’art plus fort que la mort, qui lui vaut une récompense au Festival d’Annecy en 1959.
Puis il se consacre à une série de petits films de marionnettes mettant en scène deux oursons — l'un plutôt malin, l'autre un peu naïf — très populaires auprès des jeunes spectateurs, mais appréciés également des intellectuels, dans le contexte euphorique général du printemps de Prague). Plutôt diffusés à la télévision, ces charmants épisodes sont désormais plus largement connus, puisqu’en 2006 une compilation de trois d'entre eux sous  forme de long métrage a été distribuée dans les salles françaises sous le titre Monsieur et Monsieur.

## Intermèdes au Canada
En 1968 la fête est finie à Prague, la répression s’installe et nombre de cinéastes prennent — temporairement ou non — le chemin de l’exil. Invité au Canada, Pojar y réalise plusieurs films pour l’Office national du film du Canada, notamment un dessin animé satirique, Psychocratie (en), désigné Film canadien de l’année en 1969 et remporte aussi le prix du Meilleur court métrage au festival de Berlin. Il y concocte aussi quelques petits films pédagogiques (comme Nutrition ou General Health, contre le tabac) et fait ainsi plusieurs aller-retour entre l’Amérique et son pays, où il travaille à la fois pour la télévision et le cinéma. On remarque par exemple son Anti-Darwin ou Le Ver de terre n’en savait rien.
Au Canada à nouveau, son dessin animé Balablok propose une réflexion sur le comportement de l’homme en société : les Cubes et les Ronds s’étonnent de leurs différences, puis s'entretuent. Ce petit film de sept minutes remporte le prix du Meilleur court métrage au Festival de Cannes en 1972. La même récompense sera décernée à Bum en 1979.
Réflexion sur la tyrannie et la perception, E est également couvert de récompenses et désigné à nouveau comme le Meilleur film canadien de l’année. Dans ce petit film en papier découpé sans paroles, une statue est installée dans un parc. C’est un « E » géant, mais un promeneur y voit plutôt un « B ». On le croit fou, et plusieurs personnages tentent de le convaincre de son erreur (un médecin, un roi…). Finalement tout le monde verra le « B ». Balablok comme E sont réalisés en collaboration avec la québécoise Francine Desbiens.
Une romance qui vient des ténèbres (1987) est cette fois une coproduction tchéco-canadienne mettant en scène les fantasmes d’un garçon aveugle qui s’imagine toujours accompagné par une très gentille et très jolie jeune fille.
Sa dernière œuvre (en collaboration avec trois autres réalisateurs) est Fimfárum 2, un film de marionnettes d’après Jan Werich. En mai 2006 elle a été récompensée par le titre de Meilleur long métrage au festival d’animation AniFest de Třeboň (République tchèque).
Pour le moment Břetislav Pojar reste toutefois moins connu en France que ses compatriotes Jiří Trnka ou Jan Svankmajer. Nul doute que la rediffusion des Oursons contribuera à attirer l’attention sur ce talentueux animateur.

## Techniques d’animation
Il travaille tout d’abord avec des marionnettes, mais aussi avec des dessins, et plus tard, notamment pour le cycle des Oursons, avec des marionnettes en semi-relief (un côté en volume et un côté plat), et aussi des découpages qu’il réalise lui-même dans son propre studio. Parfois il associe plusieurs techniques, comme les marionnettes et les épingles (L’Heure des anges, Une romance qui vient des ténèbres).

## Filmographie (en tant que réalisateur)
Les liens conduisent vers la notice et les photos du film, soit sur le site de Krátký Film Praha, soit sur celui de l'ONF.
- 1951 : Une chaumière de pain d’épices (Perníková chaloupka) ; Josef Mánes
- 1953 : Veselý kolotoč
- 1954 : Un verre de trop  (O skleničku víc)
- 1955 : Aventure dans la baie d'or (en tchèque : Dobrodružství na Zlaté zátoce)
- 1956 : Spejbl sur la piste (Spejbl na stope)
- 1957 : Le Petit Parapluie (Paraplíčko) ; Sváteční den
- 1959 : Bombomanie (Bombománie) ; Comment meubler son appartement (Jak si zařídit byt) ; Le Lion et la Chanson (Lev a písnička) ;  La Gloire (Sláva)
- 1960 : Parole de chat (Kočičí slovo), Peintures de chat (Malování pro kočku) ; L’Aventure de minuit (Půlnoční příhoda)
- 1961 : Attenzione: guerra! ; École de chats (Kočičí škola)
- 1962 : Le Billard  (Biliár) ; L’Orateur (Úvodní slovo pronese)
- 1963 : Romance
- 1964 : Ideál
- 1965 : Jak jeli k vodě ; On ne flaire pas les princesses (K princeznám se nečuchá) (Cycle des Oursons) ;  Potkali se u Kolína (Cycle des Oursons)
- 1966 :  Držte si klobouk (Cycle des Oursons) ; La bouillie qui rend malin (Jak jedli vtipnou kaši) (Cycle des Oursons)
- 1967 : Jak šli spát (Cycle des Oursons)
- 1968 : Fanfarón, malý klaun
- 1969 : Anti-Darwin ou Le Ver de terre n’en savait rien (Co žížala netušila) ; Ilusologie ; Psychocratie (Psychocracy or To See or Not to See) (ONF)
- 1970 : Co to bouchlo (Cycle des Oursons) ; O pardálu, který voněl (Cycle des Oursons)
- 1971 : Des morceaux de chien (Psí kusy) (Cycle des Oursons)
- 1972 : A neříkej mi Vašíku (Cycle des Oursons) ;  Balablok] (ONF)
- 1973 : Nazdar, kedlubny (Cycle des Oursons) ; Nutrition ; General Health (en collaboration avec Don Arioli, Grant Munro, ONF)
- 1974 : La Jeune Fille au pommier (Jablonová panna), Milovník zvířat (Cycle Zahrada)
- 1975 : O té velké mlze  (Cycle Zahrada)
- 1976 : Jak ulovit tygra (Cycle Zahrada), O myších ve staniolu (Cycle Zahrada)
- 1977 : Velryba Abyrlev (Cycle Zahrada)
- 1979 : Bum ; Proč má člověk psa
- 1981 : E (en collaboration avec Francine Desbiens, ONF) ; Si (Kdyby)
- 1986 : L'Heure des anges (Nightangel) (en collaboration avec Jacques Drouin, ONF) ; Une romance qui vient des ténèbres (Romance z temnot)
- 1990 : Danger pleine lune (Motýlí čas)
- 1994 : Mouseology
- 1995 : Pourquoi ? (Why ?) (Cycle Droits au cœur, ONF)
- 1997 : Narco Blues (Cycle Droits au cœur, en collaboration avec Ivan Vit, ONF)
- 2005 : Hiroshi : Tears in the Wind
- 2006 : Fimfárum 2

## Prix et distinctions
- 2003 :  Prix Klingsor (pour l'ensemble de son œuvre) à la Biennale d'animation de Bratislava (BAB)[2]